# Grace Njapau
Grace Njapau (* 1948) ist eine Politikerin aus Sambia.

## Leben
Grace Njapau war leitende Managerin bei G and G Export/Import Enterprise. Sie war ein vom Präsidenten ernanntes Mitglied der Nationalversammlung Sambias für das Movement for Multiparty Democracy. Sie wurde im Oktober 2006 zur stellvertretenden Innenministerin ernannt und unterstand somit Innenminister Ronnie Shikapwasha. Anfang 2012 gab Njapau ihren Rücktritt von ihren Parteifunktionen und ihren Rückzug ins Privatleben bekannt.